# ギルバートのU-238原子力研究室
ギルバートのU-238原子力研究室（Gilbert U-238 Atomic Energy Lab）は、アルフレッド・ギルバートが1951年から1970年代にかけて発売した「おもちゃの研究室」と題した玩具。

## 概要
商品のカタログには次のように記されていた。

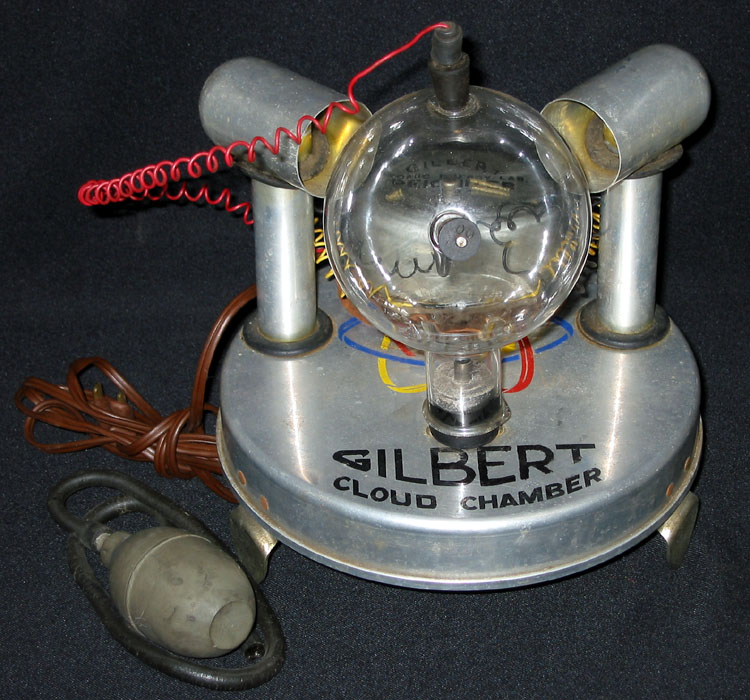
組み立て後のギルバートの霧箱

セットは49.50ドル（2011年の通貨で458.99ドル）で発売され、次のものが同梱されていた。
- ガイガー＝ミュラー計数管
- 検電器
- スピンサリスコープ（英語: Spinthariscope）[3]
- ウイルソン霧箱
- 低レベル放射線源
  - アルファ線（210Pbおよび210Po）[4]
  - ベータ線（106Ru）[4]
  - ガンマ線（おそらく65Zn）[4]
- ガラス封止された含ウラン鉱石（コロラド高原地域産のオートナイト、トーベルナイト、ウラニナイト、カルノーティ岩）
- 球棒モデル（アルファ線の分子モデル製作用）
- 「ウラニウムの導入」（冊子）
- 「ギルバートの原子力マニュアル」
- 「Learn How Dagwood Split the Atom」（マンガ）
- 単2形乾電池3個
- 1951年度版ギルバートのおもちゃカタログ

この商品は、子供が放射線源を摂取することが懸念されたため、発売から20年後に店頭から引き上げられ、後に
シカゴの科学産業博物館に展示された。